# Ophisops jerdonii
Ophisops jerdonii là một loài thằn lằn trong họ Lacertidae. Loài này được Blyth mô tả khoa học đầu tiên năm 1853.